# Eucherius van Orléans
De heilige Eucherius (Orléans, rond 694 - Sint-Truiden, 20 februari 738 of 743) was een benedictijner monnik en bisschop van Orléans. Hij wordt als heilige vereerd met als feestdag 20 februari.

## Levensbeschrijving
Eucherius werd in Orléans geboren in een welgestelde familie. Vanaf zijn 7e levensjaar werd hij voorbereid op een geestelijke loopbaan. Rond 714 trad hij in als monnik in het klooster van Jumièges. In 721 werd hij bisschop van Orléans, in opvolging van zijn oom Suavericus. In 733 werd hij door Karel Martel naar Keulen verbannen, omdat hij de inbeslaglegging van kerkelijke eigendommen door de Frankische hofmeier had durven aanklagen en doortocht had geweigerd aan de legers van Karel, toen deze ten strijde trok tegen de opstandeling Reginfredis. In Keulen maakte Eucherius zich echter zeer geliefd, waarna Karel hem onder de hoede stelde van graaf Robert I van Haspengouw, die echter eveneens onder de indruk kwam van de bisschop en hem toestond kloosterlingen te helpen en aalmoezen uit te delen aan de armen. De rest van zijn leven bracht Eucherius door in de in Haspengouw gelegen abdij van Sint-Truiden, waar hij in een geur van heiligheid overleed.
Eucherius werd in de abdijkerk van Sint-Truiden naast de stichter van de abdij, de heilige Trudo, begraven. Bij zijn graf, dat al snel een trekpleister werd voor pelgrims, zouden vele wonderen zijn gebeurd. Zijn lichaam werd, samen met dat van Sint-Trudo, tweemaal "verheven tot de eer der altaren", wat in de middeleeuwen gelijkstond met een heiligverklaring: eerst op 11 augustus 880 en daarna opnieuw op 11 augustus 1169, door abt Wiricus.

## Legende
Tijdens zijn verblijf in Sint-Truiden kreeg Eucherius een visioen waarin Karel Martel in de hel gepijnigd werd, waarbij zijn engelbewaarder verklaarde dat hij deze straf verdiend had omdat hij zich kerkelijke goederen en tienden toegeëigend had. Eucherius vertelde het visioen aan zijn goede vriend Bonifatius, aartsbisschop van Mainz, die enige dagen later in de abdijkerk van Saint-Denis bij Parijs de opening van het graf van Karel Martel meemaakte. Het graf was zwartgeblakerd en leeg, op een grote slang na. Het verhaal van deze gebeurtenis raakte overal bekend en weerhield vele leiders ervan zich meester te maken van kerkelijke goederen.

## Dubbelganger
Wellicht is zijn populariteit als streekheilige in de omgeving van Sint-Truiden de reden dat Heriger van Lobbes in de 10e eeuw zijn naam (tweemaal!) opnam in de thans als deels apocrief beschouwde lijst van bisschoppen van Maastricht. Omdat beide bisschoppen dezelfde sterfdag delen, 20 februari, kan worden aangenomen dat de Maastrichtse bisschop, hoewel deze twee eeuwen eerder geleefd zou hebben, een dubbelganger is van Eucherius van Orléans.

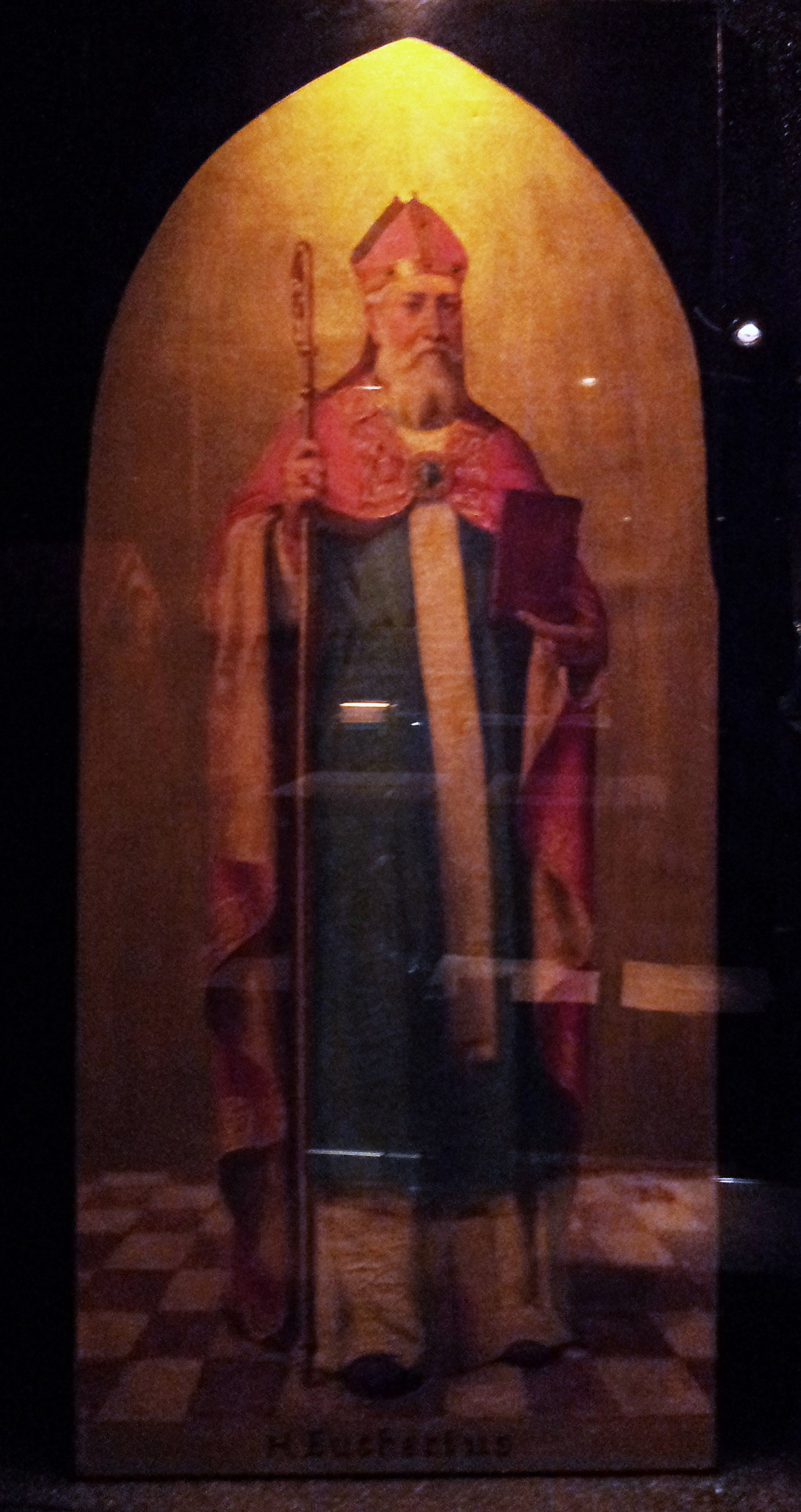
Paneelschildering, OLV-kerk St-Truiden
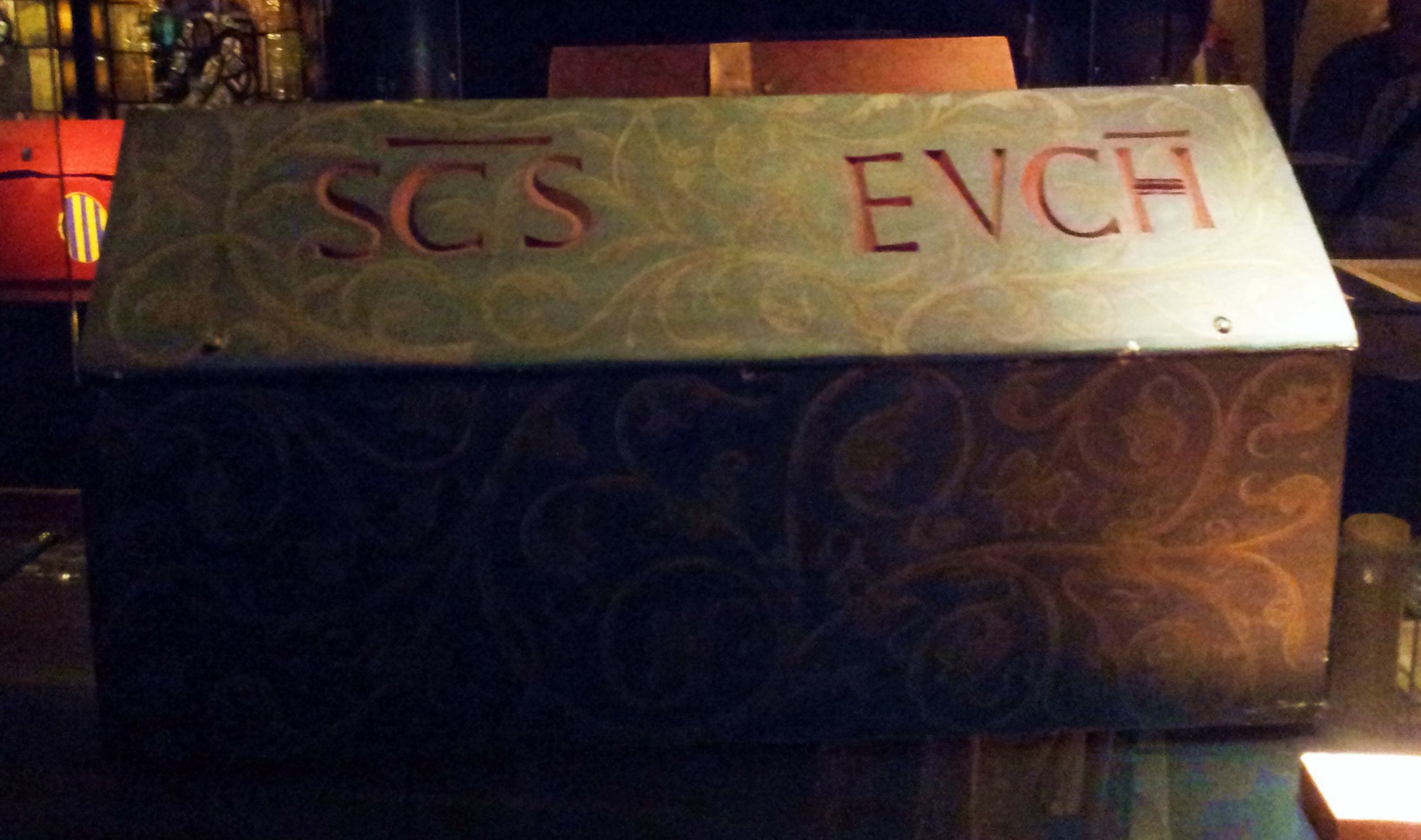
Reliekschrijn Eucherius, OLV-kerk St-Truiden
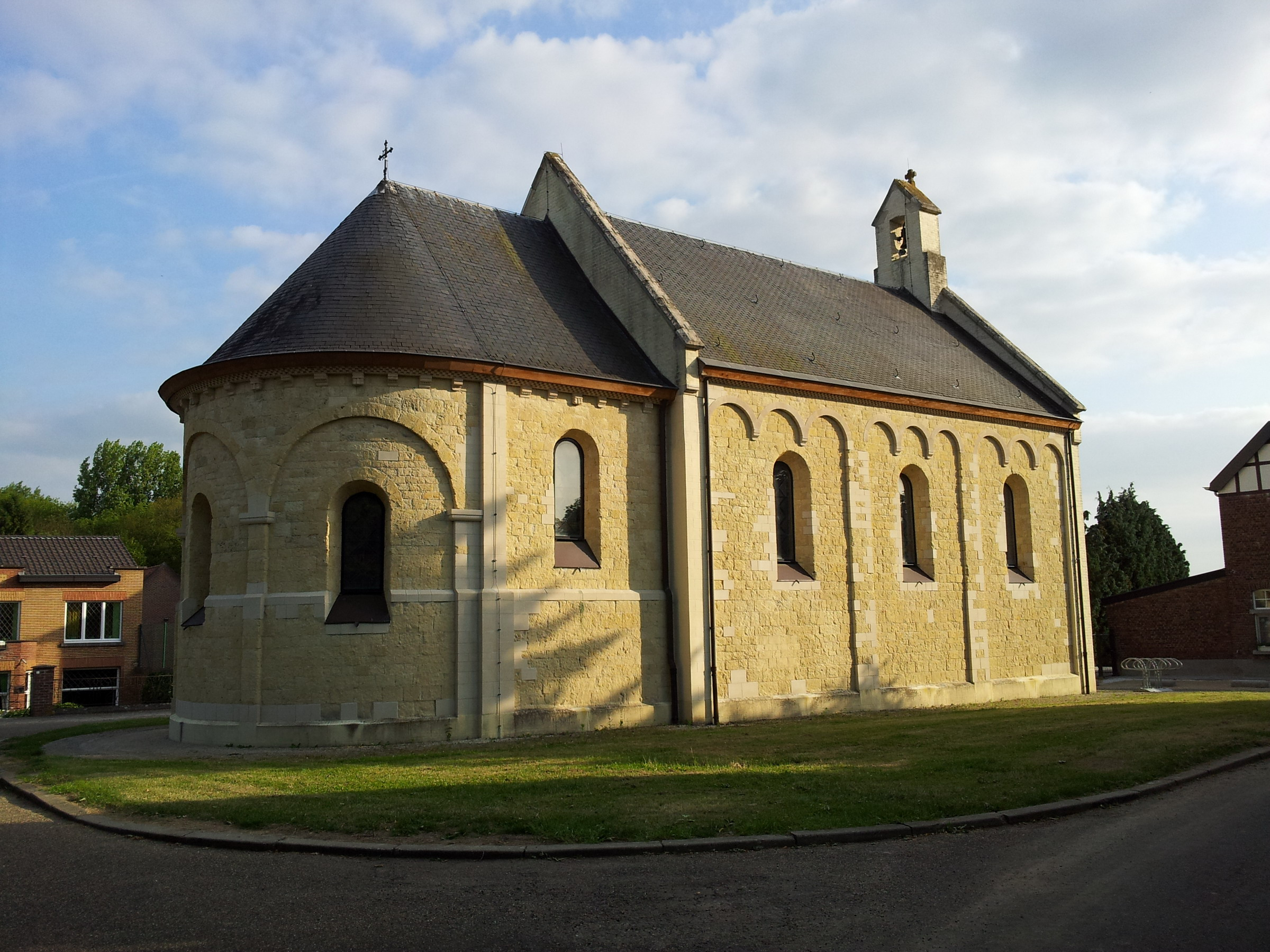
Eucheriuskapel, Brustem
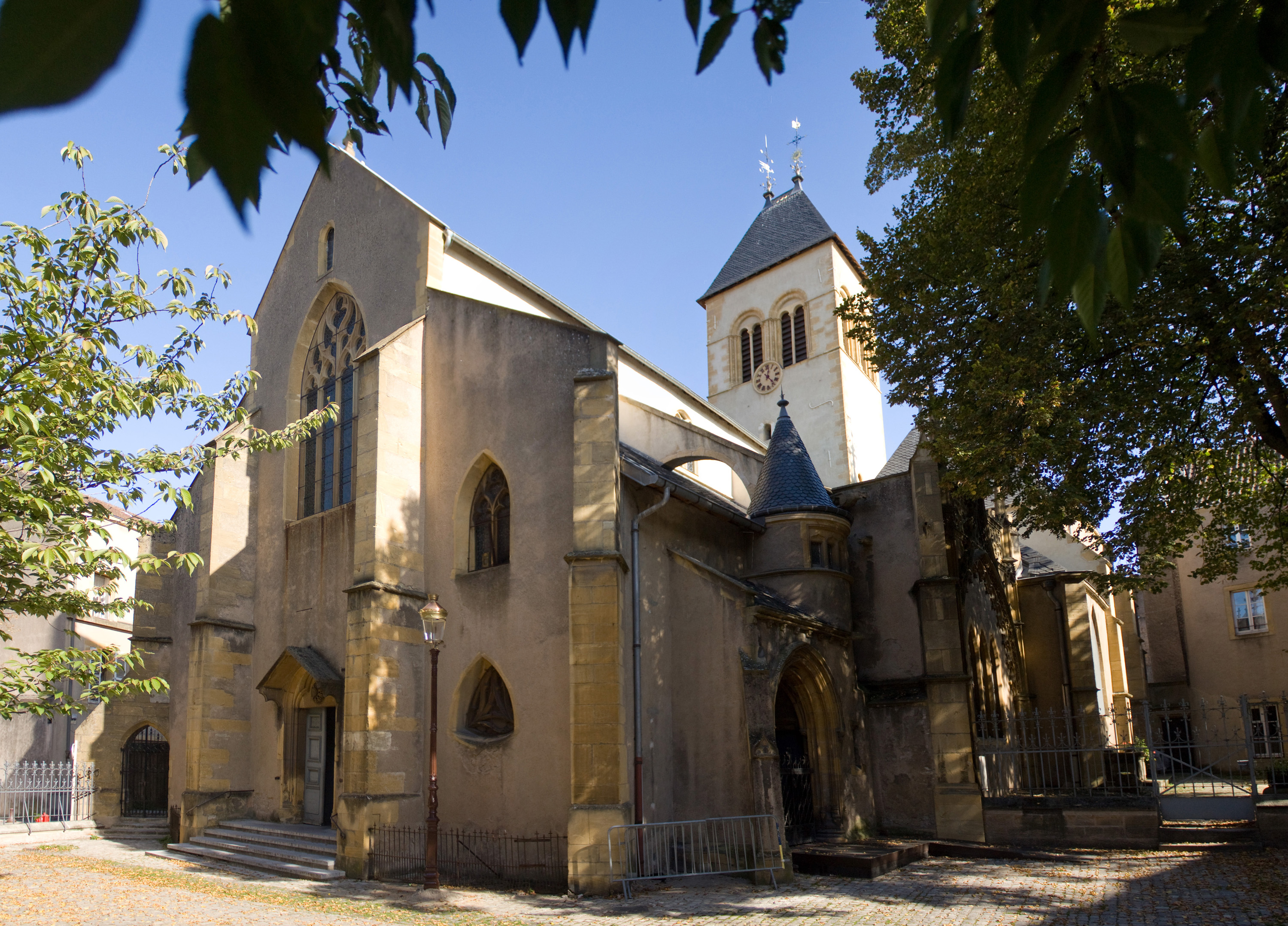
Eglise St-Euchère, Metz